# Actinodaphne ledermannii
Actinodaphne ledermannii är en lagerväxtart som beskrevs av Teschn.. Actinodaphne ledermannii ingår i släktet Actinodaphne och familjen lagerväxter. Inga underarter finns listade i Catalogue of Life.